# Riksförbundet för döva, hörselskadade barn och barn med språkstörning
Riksförbundet DHB är Riksförbundet för döva, hörselskadade barn och barn med språkstörning och har sitt kansli i Örebro.
Förbundet anordnar läger för familjer, håller konferenser, anordnar utbildningsdagar och aktiviteter på lokal och regional nivå genom distriktsorganisationerna. Utöver det så jobbar DHB intressepolitiskt genom yttranden, skrivelser och remissvar på statliga utredningar och förslag. 
Förbundet bildades 1949 och har sex distriktsorganisationer (DHB Norra Norrland, DHB Södra Norrland, DHB Mellersta, DHB Östra, DHB Västra och DHB Södra), en rikstäckande förening för barn med språkstörning (DHB Språkstörning) och en för hörselskadade eller döva barn med ytterligare funktionsnedsättning (DHB Flex).
Förbundets medlemstidning DHB Dialog kommer ut med fyra nummer per år.